# Hubbestadsjön
Hubbestadsjön är en sjö i Vaggeryds kommun i Småland och ingår i Lagans huvudavrinningsområde. Sjön är 10 meter djup, har en yta på 0,579 kvadratkilometer och är belägen 170,9 meter över havet. Sjön avvattnas av vattendraget Lagan (Härån).

## Delavrinningsområde
Hubbestadsjön ingår i det delavrinningsområde (636401-140964) som SMHI kallar för Utloppet av Hubbestadsjön. Avrinningsområdets medelhöjd är 203 meter över havet och ytan är 30,05 kvadratkilometer. Räknas de 15 delavrinningsområdena uppströms in blir den ackumulerade arean 372,13 kvadratkilometer. Delavrinningsområdets utflöde Lagan (Härån) mynnar i havet. Delavrinningsområdet består mestadels av skog (68 procent) och sankmarker (13 procent). Avrinningsområdet har 0,97 kvadratkilometer vattenytor vilket ger det en sjöprocent på 3,2 procent.